# ناحیه یسر
ناحیه یسر (به عربی: دائرة یسر) یک ناحیه در الجزایر است که در استان بومرداس واقع شده‌است. ناحیه یسر ۶۷٬۲۲۸ نفر جمعیت دارد.